# Poggensee (Familienname)
Poggensee ist ein norddeutscher Familienname.

## Herkunft und Bedeutung
Der Familienname Poggensee beruht auf dem zweimal in Schleswig-Holstein vorkommenden Ortsnamen bzw. Ortsteilnamen Poggensee.
Die Gemeinde Poggensee liegt im Amt Sandesneben-Nusse zwischen Mölln und Ratzeburg, das zweite Vorkommen ist ein Ortsteil von Bad Oldesloe, war aber früher auch ein eigenständiger Ort.
Nach landläufiger Erklärung setzt sich der Name zusammen
aus pogge = mittelniederdeutsch „Frosch“ und
seo/see = althochdeutsch/mittelhochdeutsch „Gewässer“.
Laut Stadtarchiv Bad Oldesloe ist der Name jedoch
aus po = slawisch „am, bei“ und
kanitze = Habichtswald entstanden und wurde 1263 als
„po kense“ erstmals genannt und bedeutet somit „Am Habichtswald“.
Die alten Schreibweisen waren im Amt Sandesneben-Nusse 1230 Pokense, 1376 Poggenze; in Bad Oldesloe 1294 Pogense, 1380 Pogghenzee, 1650 Poggensehe.
Als Familienname galt er für jemanden, der aus einem dieser Orte stammt oder zumindest enge Beziehungen dorthin hatte.
Die Namensgattung ist insofern ein Ortsname bzw. ein Name nach der Wohnstätte und ist in dieser Schreibweise überwiegend in Schleswig-Holstein verbreitet.
Erscheinung des Familiennamens bereits 1492 als Clawes Poggentzee, Betreiber einer Glashütte in Sievershütten, der wahrscheinlich verwandt war mit dem Stifter eines silbernen Abendmahlskelches der Kirche Sülfeld. Die Inschrift heißt: „1521 DO GAV HANS POGGHENSE DE GLAZEWERDER DVSSEN KELCH“.

## Verbreitung
Poggensee ist, gemessen am deutschen Telefonbuch vom 31. Dezember 2002, in seiner Häufigkeit ein normal häufig auftretender Familienname in Deutschland (253 Telefonbucheinträge). Die meisten Namensträger davon wohnen in Hamburg, gefolgt von Bad Segeberg und Kreis Stormarn. Diese Häufung ist ein Hinweis auf den Entstehungsraum des Nachnamens. 

## Bekannte Namensträger
- Karl Poggensee, deutscher Raketentechniker
- Renate Poggensee, Sängerin (nach Heirat Renate Kern, Künstlername Nancy Wood)
- Kay Poggensee, deutscher Hochschulprofessor[2]